# Высшее учебное заведение

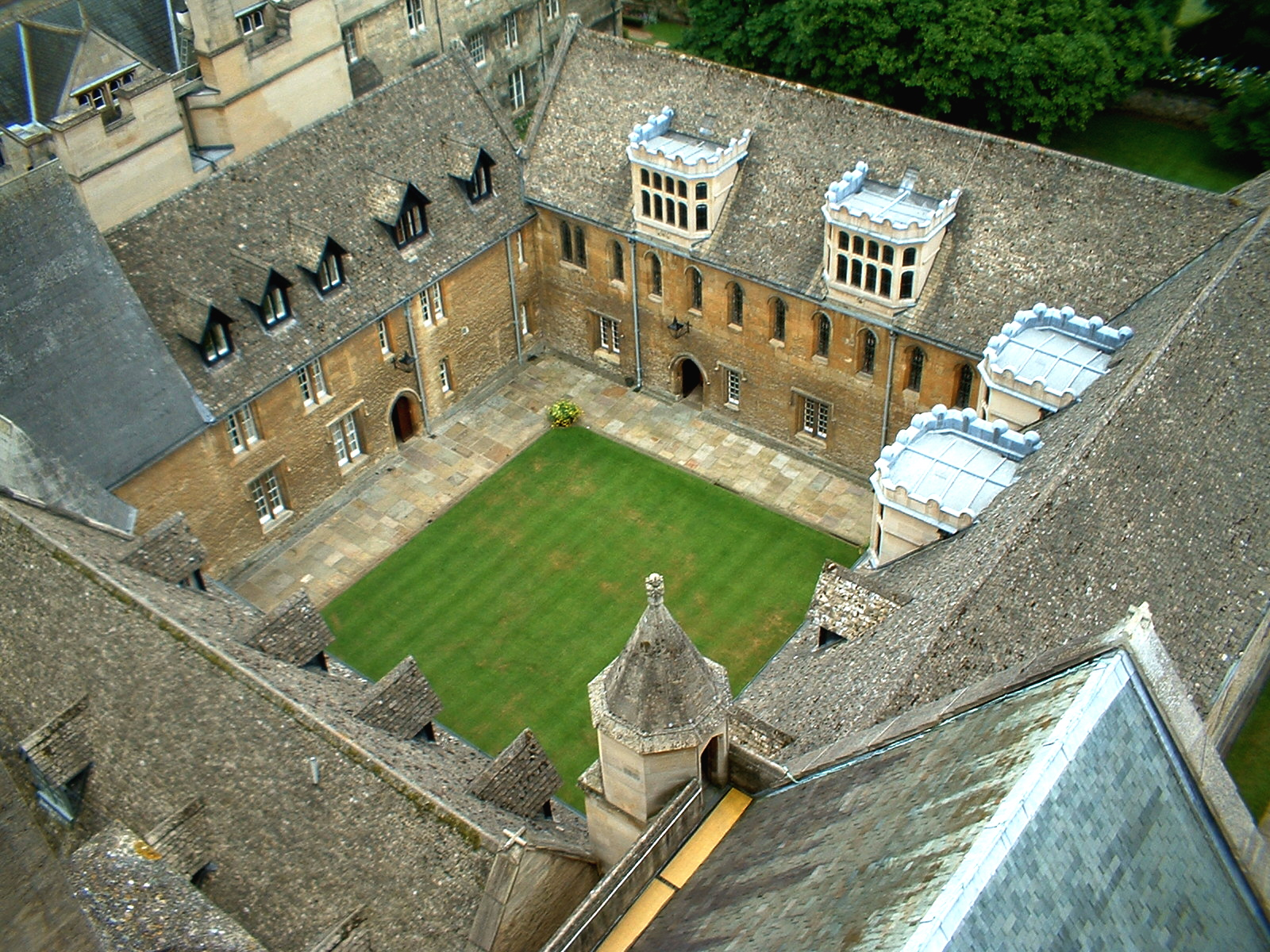
Комплекс Mob Quad в Мертон-колледже (Оксфорд) — одно из старейших сохранившихся университетских зданий в мире

Вы́сшее уче́бное заведе́ние (сокращённо — вуз) — образовательное учреждение, осуществляющее подготовку высококвалифицированных кадров с высшим образованием. В некоторых странах к высшей школе могут причисляться любые учебные заведения, готовящие специалистов на базе среднего общего образования.
Различают государственные и частные вузы. Вуз может иметь филиалы и представительства в других населённых пунктах и в других странах.
Высшее учебное заведение имеет устав и является автономным субъектом правовых отношений. В Российской Федерации вуз должен иметь лицензию, которая даёт право на образовательную деятельность. Для того чтобы иметь право выдавать выпускникам вуза диплом государственного образца, вуз должен быть аккредитован (аккредитация даётся вузу, как правило, после аттестации). Обучение в вузе, как правило, длится от 4 до 6 лет и может быть дневным (очным), вечерним (очно-заочным) и заочным. Наиболее распространёнными формами обучения являются аудиторное и дистанционное. Условно вузы могут подразделяться на гуманитарные, медицинские и технические.

## Виды высших учебных заведений

### В России
Образовательная организация высшего образования (с 2013), ранее — образовательное учреждение высшего профессионального образования (вуз) — образовательная организация, осуществляющая в качестве основной цели образовательную деятельность по программам высшего образования и научную деятельность.
Название образовательной организации содержит указание на организационно-правовую форму и тип. Тип образовательной организации зависит от программы, реализация которой является её основной целью. Поэтому образовательная организация высшего образования (ООВО) также может реализовывать иные образовательные программы. И, например, организация дополнительного профессионального образования — помимо основной деятельности готовить в аспирантуре или ординатуре.
Основные виды высших учебных заведений, существующих в России:
- Особый правовой статус как уникальные научно-образовательные комплексы, старейшие вузы страны, имеющие огромное значение для развития российского общества, имеют два университета Российской Федерации [10]:
  - Московский государственный университет имени М.В.Ломоносова,
  - Санкт-Петербургский государственный университет.
- Федеральный университет — ведущее высшее образовательное учреждение на территории федерального округа, центр науки и образования[11]. По состоянию на 2016 год в России существует 10 федеральных университетов[12].
- Национальный исследовательский университет — высшее учебное заведение, одинаково эффективно осуществляющее образовательную и научную деятельность на основе принципов интеграции науки и образования. Статус НИУ устанавливается на десятилетний срок на конкурсной основе. Первым двум вузам статус национального исследовательского университета был придан в 2008 году в качестве эксперимента[13]. Далее Министерством образования и науки Российской Федерации были проведены конкурсы: по итогам конкурса в 2009 году статус НИУ был присвоен 12 вузам[14], в 2010 году — 15 вузам[15], в 2015 году — 21 вузу[16].

С 2013 года виды образовательных организаций «академия», «институт» или «университет» в законодательстве упразднены и являются лишь частью названия.

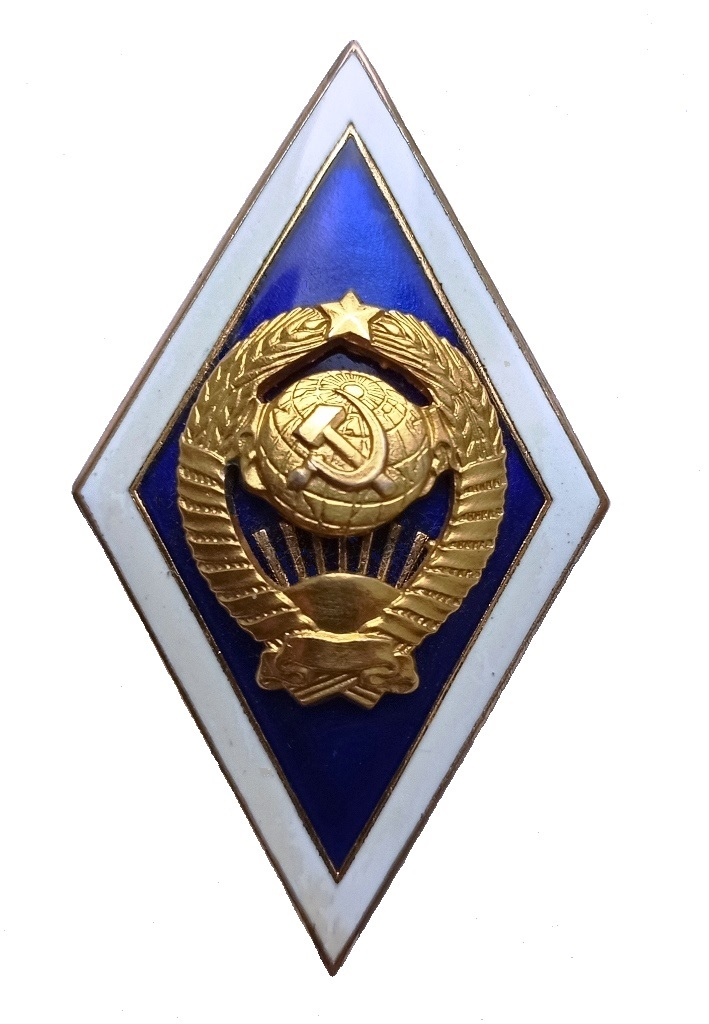
Нагрудный знак выпускника университета, СССР
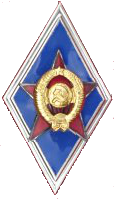
Нагрудный знак для лиц, окончивших высшее военное училище Вооружённых сил СССР
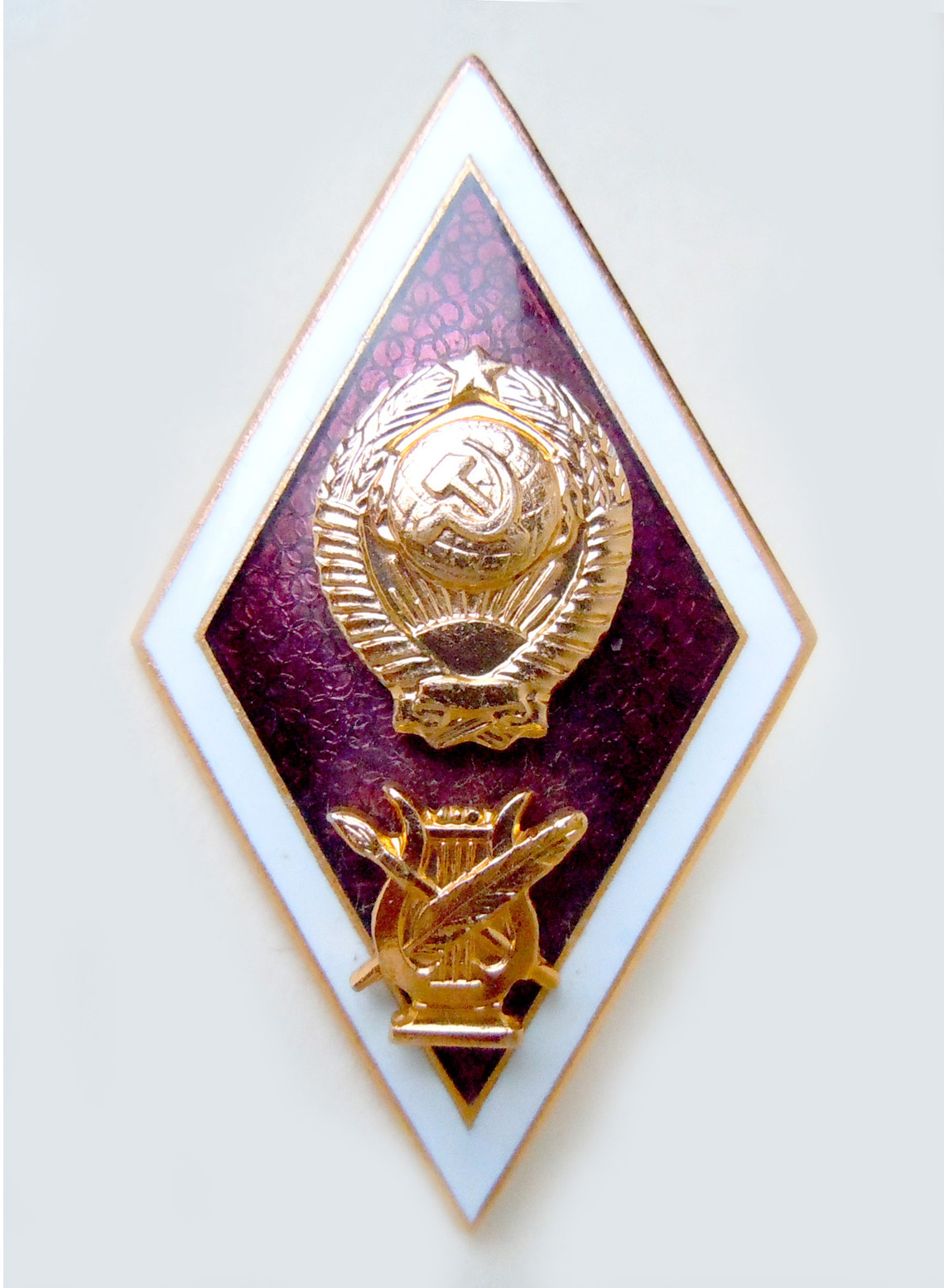
Нагрудный знак об окончании высшего учебного заведения искусств, СССР

### В Республике Беларусь
Учреждения высшего образования в Республике Беларусь могут быть вузы следующих видов:
- Академия
- Университет
- Институт

По форме собственности они могут быть как государственными, так и частными. Академия — только государственной формы собственности.
Старейшим высшим учебным заведением на территории Республики является Белорусская государственная сельскохозяйственная академия (основана в 1840 году).
В национальной системе образования Республики Беларусь два ведущих вуза : Белорусский государственный университет, основанный 30 октября 1921 года, и Академия управления при Президенте Республики Беларусь, образованная 29 января 1991 года. Статус ведущего вуза в республике закреплён законодательно и имеет две разновидности: ведущий вуз в национальной системе образования и ведущий вуз в отрасли. Статус ведущего вуза в отрасли имеет несколько вузов (в частности, Белорусский национальный технический университет, Белорусский государственный университет информатики и радиоэлектроники, Белорусский государственный медицинский университет и другие).

## Структура высших учебных заведений
В своей основе структура высших учебных заведений появилась более 500 лет назад.
Возглавляет высшее учебное заведение ректор, заместителями ректора по различным направлениям работы являются проректоры, которые решают оперативные и тактические вопросы работы вуза. Стратегические вопросы развития вуза обычно решает его учёный совет.

### Основные подразделения высших учебных заведений
- Факультет или институт — учебно-научное и административное структурное подразделение высшего учебного заведения, осуществляющее подготовку студентов и аспирантов по одной или нескольким родственным специальностям, повышение квалификации специалистов, а также руководство научно-исследовательской деятельностью кафедр, которые он объединяет. В университетах и академиях отдельные факультеты могут функционировать на правах внутривузовских институтов.
- Кафедра — подразделение, осуществляющее подготовку студентов в рамках определённой специализации. В российских вузах кафедра традиционно представляет собой основную ячейку учебной и научной деятельности, также «субстрат» научно-педагогической школы в вузе по данной специализации[20].
- Аспирантура и докторантура.
- Подготовительное отделение для абитуриентов.

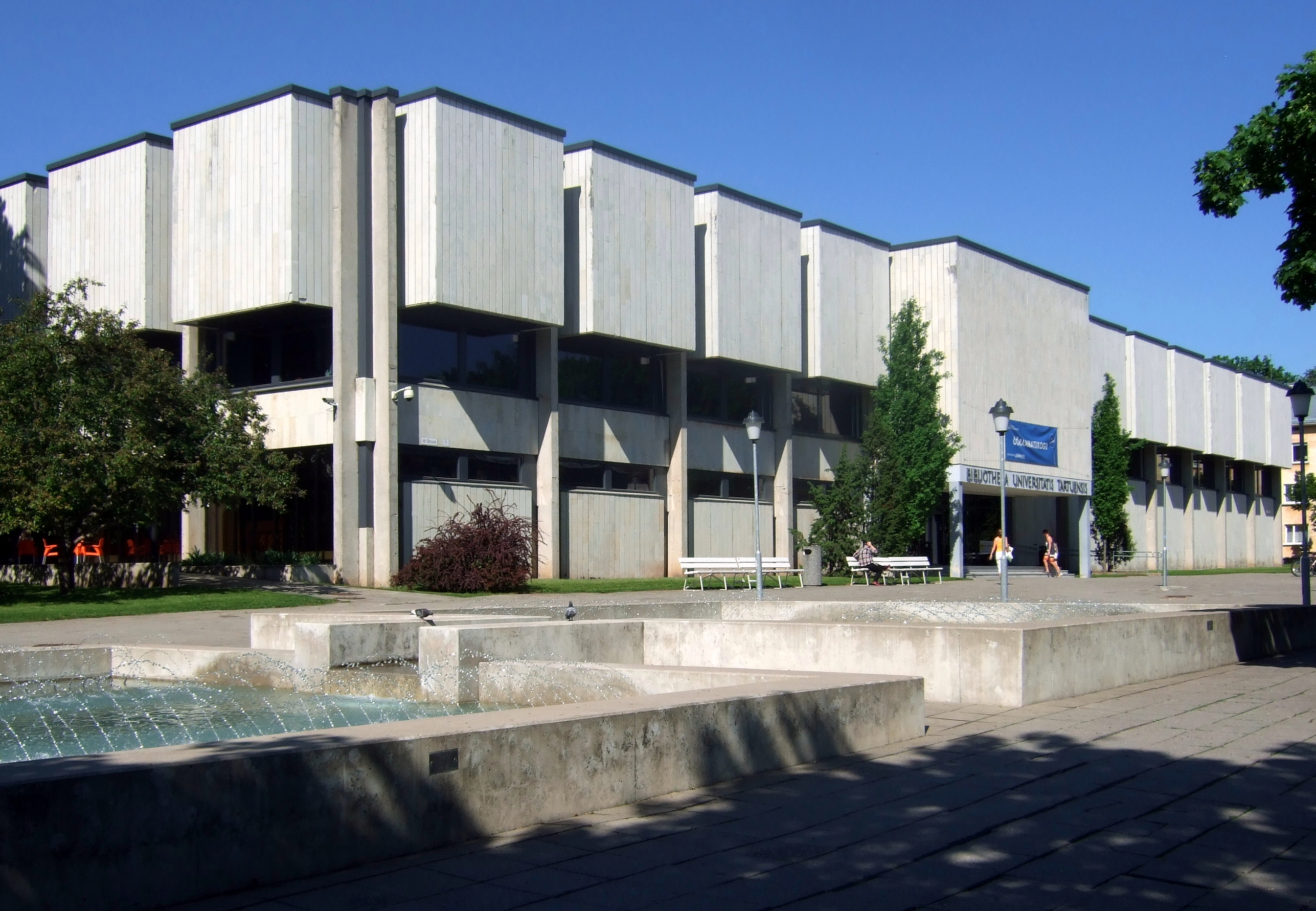
Здание библиотеки Тартуского университета — старейшего вуза Эстонии

В структуру высшего учебного заведения могут входить библиотеки, вычислительные центры, опытные производства, ботанические сады, музеи, сельскохозяйственные угодья, клиники, НИИ и др. Многие высшие учебные заведения издают собственные журналы (в том числе, научные) и газеты. При вузе могут формироваться колледжи (в этом случае их выпускники получают диплом вуза, но не о высшем образовании, а о среднем профессиональном). При ряде ведущих вузов создаются Специализированные учебно-научные центры и гимназии для работы с талантливыми школьниками (такие подразделения оказывают услуги основного и общего среднего образования).
При ведущих высших учебных заведениях ВАК организует диссертационные советы по присуждению учёных степеней. Ряд ведущих вузов (впервые МГУ и СПбГУ) получили право самостоятельного создания диссертационных советов и самостоятельного присвоения ученых степеней.
В структуру гражданских высших учебных заведений могут входить специальные подразделения, которые представляют студентам возможность параллельно с обучением по основной специальности пройти также военную подготовку (военная кафедра, факультет военного обучения, военный учебный центр).

## Некоторые разновидности вузов
Примерами видов вузов являются:
- Университеты
- Отраслевые институты разного профиля (инженерные, медицинские, художественные, сельскохозяйственные, педагогические, экономические и т. д.)
- Индустриальные институты
- Политехнические институты
- Военные высшие учебные заведения России
- Высшие училища
- Высшие духовные учебные заведения
- Учебные академии
- Консерватории
- Втузы
- Некоторые колледжи
- Некоторые школы

## Комментарии
1. ↑  Пишется строчными буквами[1]